# ルイス・エクスポジト
ルイス・エクスポジト（Luis Exposito, 1987年1月20日 - ）は、アメリカ合衆国・フロリダ州ハイアリア出身のプロ野球選手（捕手）。右投右打。MLB・オークランド・アスレチックス傘下に所属。

## 経歴

### プロ入りとレッドソックス傘下時代
2005年のMLBドラフトでボストン・レッドソックスからドラフト31巡目に指名され入団。
2010年は、傘下AA級ポートランド・シードッグスでプレーした。
2011年6月8日に、怪我で離脱したジャロッド・サルタラマッキアに替わってメジャーに昇格した。しかし、出場する事なく3日後に降格した。

### オリオールズ時代
2012年4月17日にウェーバーでボルチモア・オリオールズへ移籍した。同日、エクスポジトを40人枠に登録するためにジョシュ・ベルがDFAとなった。5月4日にメジャーデビューを果たした。
2013年4月30日にDFAとなった。

### タイガース傘下時代
2014年1月9日にデトロイト・タイガースとマイナー契約を結んだ。

### アスレチックス時代
2014年6月26日にオークランド・アスレチックスとマイナー契約を結んだ。